# Okręg wyborczy Bristol South
Okręg wyborczy Bristol South powstał w 1885 r. i wysyła do brytyjskiej Izby Gmin jednego deputowanego. Okręg obejmuje południowo-zachodnią część miasta Bristol.

## Deputowani do brytyjskiej Izby Gmin z okręgu Bristol South
- 1885–1886: Joseph Dodge Weston, Partia Liberalna
- 1886–1900: Edward Stock Hill, Partia Konserwatywna
- 1900–1906: Walter Long, Partia Konserwatywna
- 1906–1922: William Howell Davies, Partia Liberalna
- 1922–1929: William Beddoe Rees, Partia Liberalna
- 1929–1931: Alexander Walkden, Partia Pracy
- 1931–1935: Noel Ker Lindsay, Partia Konserwatywna
- 1935–1945: Alexander Walkden, Partia Pracy
- 1945–1970: William Albert Wilkins, Partia Pracy
- 1970–1987: Michael Cocks, Partia Pracy
- 1987–2015 : Dawn Primarolo, Partia Pracy
- 2015- : Karin Smyth, Partia Pracy